# Дубечненська сільська територіальна громада
Дубечненська сільська територіальна громада — територіальна громада в Україні, у Ковельському районі Волинської області. Адміністративний центр — село Дубечне.
Площа громади — 159,01 км², населення — 5475 мешканців (2018).
Утворена 21 липня 2017 року шляхом об'єднання Глухівської та Дубечненської сільських рад Старовижівського району.
В 2019 році до громади приєдналась Кримненська сільська рада Старовижівського району.
Перспективним планом формування громад Волинської області (2020 р.) передбачено об'єднання до складу громади Любохинівської сільської ради Старовижівського району.
17 липня 2020 року, в результаті адміністративно-територіальної реформи та ліквідації Старовижівського району, громада увійла до складу Ковельського району.

## Населені пункти
До складу громади входять 10 сіл: Глухи, Дубечне, Залюття, Кримне, Любохини, Лютка, Мокре, Рокита, Текля та Яревище.

## Географія
Водойми на території, підпорядкованій громаді: озеро Луки, річка Лють.